# Museo Coconut
Museo Coconut fue una comedia de situación española de humor que se emitió en el canal de televisión Neox. Su primer capítulo se estrenó el 1 de noviembre de 2010, y se caracteriza por un humor absurdo en la mayoría de sus situaciones. Los actores principales de la serie provienen de Muchachada Nui, programa de sketches que se emitía en La 2 de TVE.
La serie gira en torno a las situaciones que suceden en Museo Coconut, un museo de arte contemporáneo. Jaime Walter (Raúl Cimas) se convierte en su nuevo director, tras fracasar como responsable del MOMA de Nueva York y en su vida sentimental. A su llegada, deberá lidiar tanto con la propietaria del museo, la señora Coconut (Carlos Areces), como con sus empleados.
Museo Coconut se graba en plató con público en directo, y cuenta con cameos de famosos. Además, también hay otros contenidos como miniseries de animación. Aunque el Museo Coconut no está ubicado en ninguna ciudad española, su fachada corresponde al Centro Cívico José Saramago de Leganés (Comunidad de Madrid), donde también se han rodado algunas escenas exteriores.

## Producción
Según Bernd Reichart, cuando vieron que tenían nivel económico suficiente para poder realizar la serie, contrataron a los cinco autores de los programas La hora Chanante y Muchachada Nui en exclusiva. Joaquín Reyes explicó que querían dejar el formato de los sketches. Sus creadores tomaron como referencia producciones como The Big Bang Theory, The IT Crowd o The Office, pero manteniendo la forma de sus anteriores proyectos.
La serie está grabada en plató, con público en directo y transcurre en tres escenarios principales: la sala de exposiciones del museo, el vestuario de los guardias jurados y el despacho del director. Además, cuenta con grabaciones en exteriores e interiores naturales.

## Reparto
Véase también: Anexo:Personajes de Museo Coconut

### Primera y Segunda Temporadas
- Joaquín Reyes como Onofre, vigilante de seguridad
- Julián López como Emilio Restrepo, vigilante de seguridad
- Raúl Cimas como Jaime Walter, director del museo.
- Carlos Areces como Rosario, guía del museo.
- Carlos Areces como Miss Coconut, dueña del museo (bajo el seudónimo de Montserrat Colomer).
- Ernesto Sevilla como Zeus, hijo de Miss Coconut.

### Tercera temporada
- Se incorpora Arturo Valls[5] como Sigfrido Pi.
- Se incorpora Paco Calavera como César, nuevo vigilante de seguridad.

## Apariciones estelares

### Primera temporada
- Ignatius Farray y Miki Nadal, capítulo 1.
- Juanra Bonet y Pepe Colubi capítulo 2.
- María Antonia Pérez, capítulo 3.
- Paco Calavera y Iván Gómez, capítulo 4.
- Eva Hache y Zywila Pietrzak, capítulo 5.
- Paco Clavel, capítulo 6.
- Arturo Valls, Guille Mostaza y Kira Miró, capítulo 7.
- Ángel Martín, Berta Collado y Unax Ugalde, capítulo 8.
- Pablo Vázquez, Gustavo Salmerón, Tristán Ulloa y África Luca de Tena, capítulo 9.
- El Gran Wyoming y Javier Coronas, capítulo 10.
- Johann Wald, capítulo 11.
- Javier Cansado, Pablo Chiapella, Fino Oyonarte y Pepe Viyuela, capítulo 12.
- Pablo Martín, Lola Rojo y Frank Spano, capítulo 13.

### Tercera temporada
- Gemma Cuervo, capítulo 8.
- Beatriz Carvajal, capítulo 10.
- Arlette Torres, capítulo 3.

## Episodios y audiencias
Artículo Principal: Anexo:Episodios de Museo Coconut
| Temporada | Temporada | Episodios | Emisión original       | Emisión original       | Audiencia media | Audiencia media |
| Temporada | Temporada | Episodios | Estreno                | Final                  | Espectadores    | Cuota           |
| --------- | --------- | --------- | ---------------------- | ---------------------- | --------------- | --------------- |
|           | 1         | 13        | 1 de noviembre de 2010 | 10 de enero de 2011    | 585 000         | 3,0%            |
|           | 2         | 10        | 2 de octubre de 2011   | 4 de diciembre de 2011 | 646 000         | 3,4%            |
|           | 3         | 10        | 6 de enero de 2014     | 27 de enero de 2014    | 271 000         | 1,2%            |
| Total     | Total     | 33        | 2010                   | 2014                   | 501 000         | 2,5%            |